# Baza wojskowa Szimszon
Baza wojskowa Szimszon – bazą wojskowa Sił Obronnych Izraela znajdująca się przy wiosce Hosza’aja na północy Izraela.

## Położenie
Baza wojskowa jest położona na wysokości od 180 do 220 metrów n.p.m. w północno-zachodnim skraju masywu górskiego Hare Nacerat. Tutejsze wzniesienia oddziela położoną na północnym zachodzie Dolinę Bejt Netofa od położonej na wschodzie Doliny Bikat Turan w Dolnej Galilei, na północy Izraela. Wzgórza po stronie północnej i południowej są porośnięte lasami. W jej otoczeniu znajdują się miasteczka Ar-Rajna i Maszhad, kibuce Channaton i Bet Rimmon, wioska komunalna Hosza’aja, oraz beduińska wioska Rummat al-Hajb. Po stronie wschodniej leży strefa przemysłowa Cippori.

## Wykorzystanie
Baza wojskowa Szimszon służy 5001 Jednostce Wsparcia Logistycznego (Północny Golan). Jest to jednostka rezerwowa Korpusu Inżynieryjnego, która stanowi zaplecze sprzętowe dla bazy wojskowej Netafim obsługującej bazy wojskowej Ajlabun. Na terenie bazy znajdują się magazyny sprzętu technicznego oraz inżynieryjny tabor transportowy. W jej centralnej części znajduje się baza ha-Amakim służąca żandarmerii wojskowej. Jest tutaj także lądowisko dla helikopterów. 5001 Jednostka Wsparcia Logistycznego podlega Północnemu Dowództwu Sił Obronnych Izraela.

## Transport
Z bazy wyjeżdża się na zachód, na lokalną drogę łączącą wioskę Hosza’aja z drogą ekspresową nr 77.